# Enric II d'Angulema
Enric d'Angulema, de vegades esmentat sota el nom d'Enric de França o Enric de Valois, nascut el 1551 a Aquisgrà, mort en duel el 2 de juny de 1586 a Ais de Provença, fou un fill natural del rei Enric II de França amb la seva amant Jane Stuart, filla del rei d'Escòcia Jaume IV.
Titulat cavaller d'Angulema pel seu pare, va ocupar les funcions d'abat de La Chaise-Dieu, de gran prior de França, d'almirall dels mars del Llevant i de governador de Provença.
Va participar en el setge de La Rochelle organitzat el 1573 pel duc d'Anjou, el futur rei Enric III de França després al setge de Ménerbes en tant que governador de Provença. El 1574 el seu pare li va donar el ducat d'Angulema que posseïa ell mateix, i el va conservar fins al 1582.